# Палеарктика

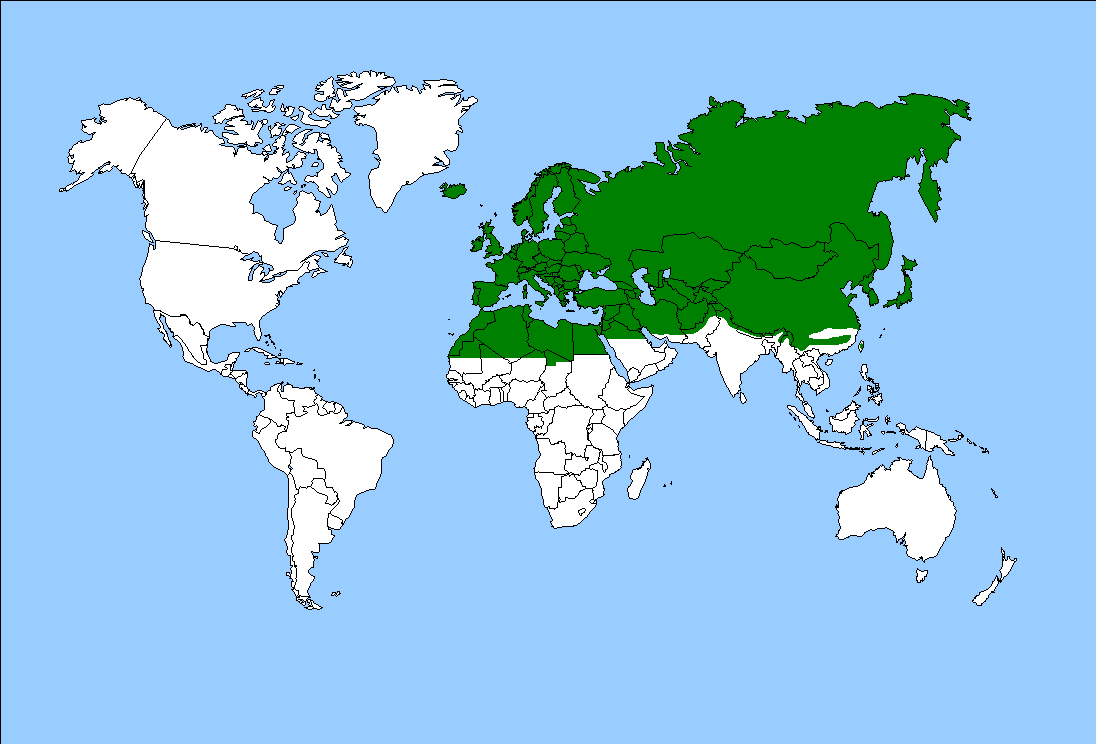
Карта Палеарктики

Палеарктика, або Субарктичний (Палеарктичний) регіон — екозона (найбільша одиниця біогеографічного поділу Землі), відділ Голарктичної біогеографічної області. Деякі автори вважають Палеарктику самостійною біогеографічною областю. Розташована переважно у Східній півкулі, охоплює Європу, Азію на північ від Гімалаїв і Аравійського півострова та Північну Африку до південного краю пустелі Сахара. До неї належать і острови, розташовані поблизу зазначених частин материків.
Палеарктику разом з Неарктикою (Північна Америка на північ від Мексики і Гренландія) часто об'єднують у Голарктичну екозону, що охоплює майже всю Північну півкулю. Точне визначення меж екозони, як і приналежність багатьох окремих регіонів Землі до того чи іншого біогеографічного регіону, нерідко спірне.

## Палеогеографія
Палеарктика виділилася в окрему екозону в епоху палеогену, коли тут розвинулися нові форми рослин і тварин.